# L'Ouest-Éclair
 (mai 2008).
L'Ouest-Éclair est un quotidien régional français, qui a été publié de 1899 à 1944 à Rennes, avec un rayonnement sur tout l'Ouest de la France (Bretagne, Normandie, Anjou, Maine et Poitou).
Il est créé par deux Bretons animés d'une profonde foi chrétienne et d'une sensibilité républicaine et sociale : l'abbé Félix Trochu (d), prêtre en Ille-et-Vilaine, et Emmanuel Desgrées du Loû, avocat d'origine vannetaise installé à Brest.
L'Ouest-Éclair a été remplacé, à la Libération, par Ouest-France.

## Histoire

### 1899 - Démocratie, justice sociale
Le premier numéro paraît le 2 août 1899, peu de temps avant que le procès de révision d'Alfred Dreyfus ait lieu à Rennes. Au mois d'août, le tirage n'est que de 1 800 exemplaires, l'abbé Trochu en prend rapidement l'administration, et le tirage va passer dès décembre 1901 à 12 000 exemplaires et ne cessera de croître.
Deux Bretons, Emmanuel Desgrées du Loû et l'abbé Félix Trochu, un « abbé démocrate » mal vu par l'épiscopat, décident en cette fin de siècle de fonder un journal pour appeler l'ensemble des habitants de l'Ouest à rallier la République, à agir au sein du système politique de manière à donner consistance et pérennité à l'action sociale à laquelle ils se dévouent. Le quotidien est de sensibilité démocrate-chrétienne.
Ceci n'est pas évident pour tout le monde, à une époque où le « ralliement » de l'Église à l'idée républicaine est tout récent, et où des rêves de Restauration peuplent encore les nuits de bien des catholiques bretons, dans la mesure où la Bretagne apparaît encore, pour sa partie rurale notamment, comme une citadelle d'une droite catholique conservatrice, d'une société traditionaliste dominée par un clergé intransigeant et une aristocratie monarchiste.
Emmanuel Desgrées du Loû et l'abbé Trochu sont épris de leur province. Ils constatent la faiblesse des industries, la désertification des campagnes, la précarité de la condition ouvrière et paysanne. Les efforts personnels et les dévouements ne suffisent pas, il faut une action sur l'opinion et sur les pouvoirs. La presse va en être l'instrument.
Démocratie, justice sociale, L'Ouest-Éclair naît de cette double volonté. D'emblée s'affirme ce qui sera la constante d'un siècle de journalisme dans l'Ouest : un journal c'est une idée, l'information est sa finalité ; l'argent n'est qu'un moyen.

### La Première Guerre mondiale et l'entre-deux-guerres

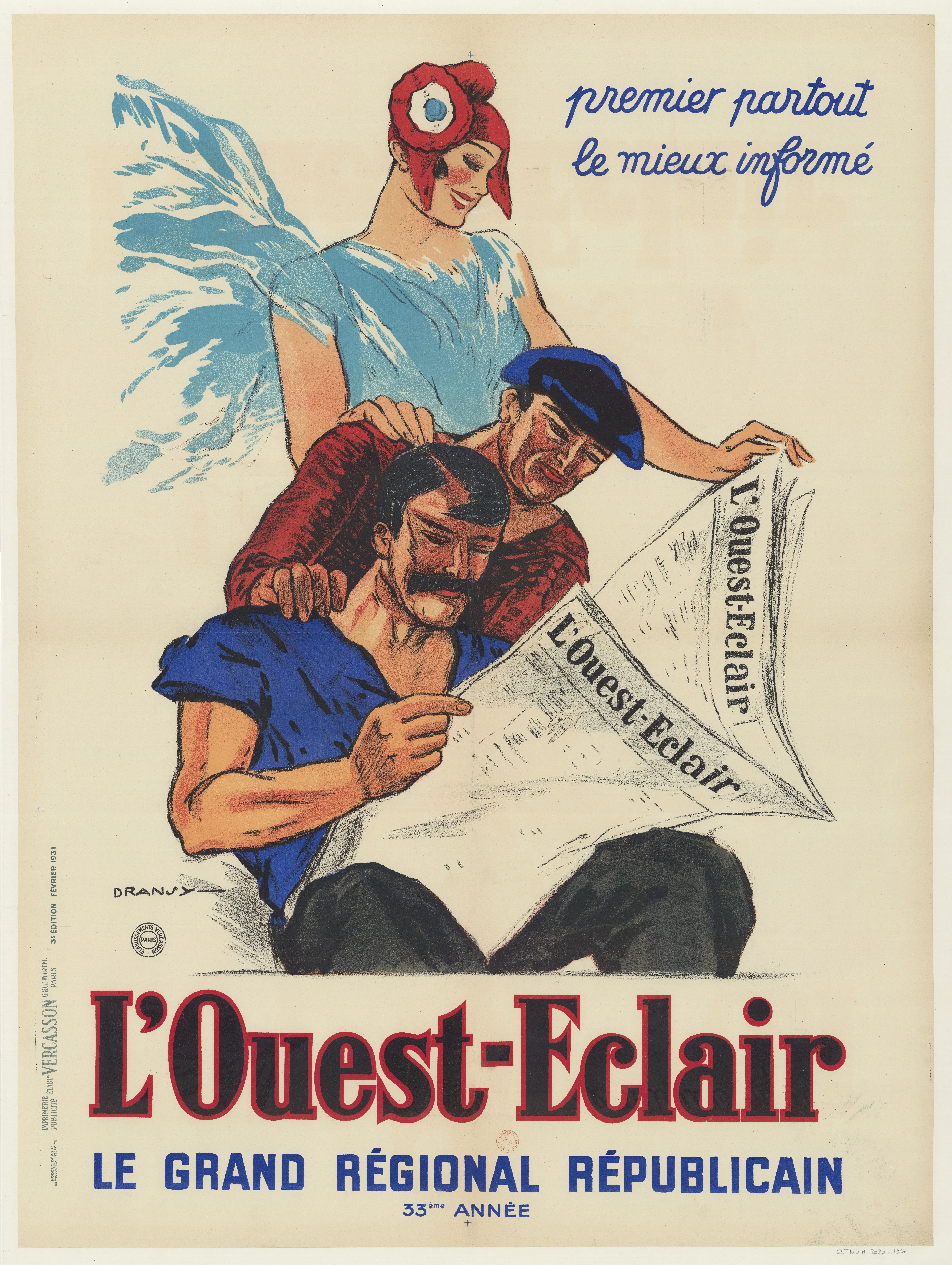
Publicité en 1931.

Lancé au moment de l'affaire Dreyfus, L'Ouest-Éclair va se développer au fil de décennies marquées par des tempêtes. L'argent reste rare pendant de nombreuses années; les dividendes ne sont pas versés aux actionnaires, parmi lesquels un certain nombre de clercs, avant 1911. La Grande Guerre posera des problèmes d'organisation inextricables, mais verra une augmentation du tirage du journal. Les adversaires politiques renouvellent sans arrêt leurs procès d'intention, en partie justifiés, et suscitent des concurrents, tel Le Nouvelliste de Bretagne en 1901. Des polémiques opposent L'Ouest-Eclair et l'abbé Trochu à ce quotidien et à son directeur Eugène Delahaye, appuyés par l'épiscopat breton, jusqu'en 1928, au sujet des royalistes, de l'Action française et du Parti démocrate populaire, que l'Ouest-Éclair a soutenu matériellement : l'abbé Trochu l'a appuyé, François Desgrées du Loû, directeur politique du journal, était vice-président de ce parti, Paul Simon (homme politique, 1886-1956), qui l'a remplacé jusqu'en 1940, était un des fondateurs du PDP, Louis-Alfred Pagès, directeur de la rédaction parisienne du journal de 1922 à 1939, était un militant de ce parti démocrate-chrétien.
Au début des années 1920, le quotidien décrit avec une certaine bienveillance le « phénomène du fascisme », voyant en lui une force capable de combattre efficacement la montée du communisme.
À partir de 1928, les relations se tendent ensuite entre l'abbé Trochu, administrateur et cogérant du quotidien, et les autres dirigeants du journal, qui lui reprochent de vouloir suivre une ligne politique trop à gauche. L'abbé est écarté par le conseil de surveillance en juin-juillet 1930.
Le journal finit par s'imposer. Les 250 000 exemplaires sont atteints pour le 25e anniversaire.
En 1932, la zone actuelle d’Ouest-France (Basse-Normandie, Bretagne et Pays de la Loire) est entièrement couverte. L'Ouest-Éclair devient le premier quotidien régional de France.

### La Seconde Guerre mondiale
Reste l'ultime épreuve, qu'impose la Seconde Guerre mondiale. En 1940, c'est la déroute de l'armée française et l'installation des troupes d'occupation à Rennes. Le journal peut-il continuer à paraître sous le contrôle de censeurs militaires, ou bien doit-il s'arrêter ? Au sein de la direction, le débat est grave. Finalement, la décision de continuer à paraître l'emporte, motivée, il est vrai, par des raisons qui, avec le recul, prennent figure de circonstances atténuantes : d'une part, le censeur ne contrôlera pas tout et donc un service pourra être rendu ; d'autre part, 800 familles vivent de leur travail au journal.
Mais deux hommes incarnent le refus de ce compromis : Paul Hutin-Desgrées quitte aussitôt son poste de secrétaire général ; François Desgrées du Loû, journaliste à L'Ouest-Éclair, fils d'Emmanuel, en fait de même. À leurs yeux, toute censure empêche le journal d'atteindre sa finalité d'informateur indépendant, honnête et fiable. Il s'agit de sauver cet idéal, et non de sauvegarder des installations.
Le dernier numéro paraît le 1er août 1944, peu de temps avant la libération de Rennes par les Américains et les résistants français le 4 août.  L'Ouest-Éclair est interdit pour collaboration.
Son directeur Pierre Artur (qui était membre du Groupe Collaboration) et son rédacteur en chef Henry Jan sont arrêtés le 28 septembre 1944 ; d'autres journalistes sont aussi inculpés. Henry Jan bénéficie d'un non-lieu. Pierre Artur, Jean des Cognets, directeur politique, et André Cochinal, auteur de nombreux articles collaborationnistes sous le pseudonyme de Jacques Favières, sont jugés en février 1946 par la Cour de justice de Rennes, sous le chef d'inculpation de participation à « une entreprise de nature à favoriser les menées de l'ennemi et de sa propagande contre la France et ses alliés ». Pierre Artur est acquitté du chef d'inculpation d'atteinte à la sûreté de l'État, mais néanmoins condamné pour le reste à dix ans d'indignité nationale. Jean des Cognets et André Cochinal seront condamnés à deux ans de prison et à l'indignité nationale à vie. La société La Presse régionale de l'Ouest est dissoute et la moitié de ses biens sont confisqués.
Ouest-France prend le relais de L'Ouest-Éclair dès le mois d'août 1944, avec une direction renouvelée : à sa tête, Paul Hutin-Desgrées, accompagné de son beau-frère François Desgrées du Loû, fils du fondateur de L'Ouest-Éclair.

## Responsables
Entre 1899 et 1930, les principaux responsables de L'Ouest-Éclair furent ses fondateurs, l'abbé Félix Trochu et Emmanuel Desgrées du Loû.
Après le départ de l'abbé Trochu (en 1930) et la mort d'Emmanuel Desgrées du Loû (en 1933), le journal a été dirigé par :
- 1933-1940 : Pierre Artur (gérant), Jean des Cognets (président du conseil de surveillance) et  Paul Simon (directeur politique)
- 1940-1944 : Pierre Artur (gérant) et Jean des Cognets (président du conseil de surveillance)

### Rédacteurs en chef
- Henri Teitgen
- Athanase Moreux
- Henry Jan

## Numérisation
La Bibliothèque nationale de France a procédé à la numérisation de la collection complète de trois éditions de L'Ouest-Eclair (Rennes, Nantes et Caen) sur la période 1899-1944, à partir de microfilms fournis par Ouest-France.
Par ailleurs, en avril 2006, une convention a été signée par Ouest-France avec le conseil régional de Basse-Normandie pour la numérisation de toutes les éditions bas-normandes de L'Ouest-Éclair (hors Caen), soit quelque 160 000 pages, le financement émanant du conseil régional lui-même. L'ensemble est consultable en ligne.
Une convention semblable a été signée en 2009 par Ouest-France, l'État et les régions Bretagne et Pays de la Loire, pour la numérisation des éditions bretonnes et ligériennes restantes[réf. nécessaire].

#### Articles
- « L'Ouest-Éclair en accès gratuit sur internet », Ouest-France,‎ 20 décembre 2010 (ISSN 0999-2138, e-ISSN 1760-6306, lire en ligne, consulté le 13 juillet 2023).
- Olivier Renault, « « L’Ouest-Éclair » et « L’Action Française », chronique d’un duel sans merci », Ouest-France,‎ 6 mai 2023 (ISSN 0999-2138, e-ISSN 1760-6306, lire en ligne, consulté le 13 juillet 2023).